# Selección de fútbol sub-20 de Escocia
La selección de fútbol sub-20 de Escocia es el equipo formado por futbolistas  de nacionalidad escocesa menores de 20 años de edad que representa a la Asociación Escocesa de Fútbol en los torneos FIFA para este nivel, como la Copa Mundial de Fútbol Sub-20.

## Estadísticas

### Copa Mundial de Fútbol Sub-20
| Año   | Ronda            | Posición        | PJ              | PG              | PE              | PP              | GF              | GC              |
| ----- | ---------------- | --------------- | --------------- | --------------- | --------------- | --------------- | --------------- | --------------- |
| 1977  | No se clasificó  | No se clasificó | No se clasificó | No se clasificó | No se clasificó | No se clasificó | No se clasificó | No se clasificó |
| 1979  | No se clasificó  | No se clasificó | No se clasificó | No se clasificó | No se clasificó | No se clasificó | No se clasificó | No se clasificó |
| 1981  | No se clasificó  | No se clasificó | No se clasificó | No se clasificó | No se clasificó | No se clasificó | No se clasificó | No se clasificó |
| 1983  | Cuartos de final | 6.º             | 4               | 2               | 0               | 2               | 4               | 3               |
| 1985  | No se clasificó  | No se clasificó | No se clasificó | No se clasificó | No se clasificó | No se clasificó | No se clasificó | No se clasificó |
| 1987  | Cuartos de final | 6.º             | 4               | 1               | 3               | 0               | 6               | 5               |
| 1989  | No se clasificó  | No se clasificó | No se clasificó | No se clasificó | No se clasificó | No se clasificó | No se clasificó | No se clasificó |
| 1991  | No se clasificó  | No se clasificó | No se clasificó | No se clasificó | No se clasificó | No se clasificó | No se clasificó | No se clasificó |
| 1993  | No se clasificó  | No se clasificó | No se clasificó | No se clasificó | No se clasificó | No se clasificó | No se clasificó | No se clasificó |
| 1995  | No se clasificó  | No se clasificó | No se clasificó | No se clasificó | No se clasificó | No se clasificó | No se clasificó | No se clasificó |
| 1997  | No se clasificó  | No se clasificó | No se clasificó | No se clasificó | No se clasificó | No se clasificó | No se clasificó | No se clasificó |
| 1999  | No se clasificó  | No se clasificó | No se clasificó | No se clasificó | No se clasificó | No se clasificó | No se clasificó | No se clasificó |
| 2001  | No se clasificó  | No se clasificó | No se clasificó | No se clasificó | No se clasificó | No se clasificó | No se clasificó | No se clasificó |
| 2003  | No se clasificó  | No se clasificó | No se clasificó | No se clasificó | No se clasificó | No se clasificó | No se clasificó | No se clasificó |
| 2005  | No se clasificó  | No se clasificó | No se clasificó | No se clasificó | No se clasificó | No se clasificó | No se clasificó | No se clasificó |
| 2007  | Fase de grupos   | 23.º            | 3               | 0               | 0               | 3               | 2               | 7               |
| 2009  | No se clasificó  | No se clasificó | No se clasificó | No se clasificó | No se clasificó | No se clasificó | No se clasificó | No se clasificó |
| 2011  | No se clasificó  | No se clasificó | No se clasificó | No se clasificó | No se clasificó | No se clasificó | No se clasificó | No se clasificó |
| 2013  | No se clasificó  | No se clasificó | No se clasificó | No se clasificó | No se clasificó | No se clasificó | No se clasificó | No se clasificó |
| 2015  | No se clasificó  | No se clasificó | No se clasificó | No se clasificó | No se clasificó | No se clasificó | No se clasificó | No se clasificó |
| 2017  | No se clasificó  | No se clasificó | No se clasificó | No se clasificó | No se clasificó | No se clasificó | No se clasificó | No se clasificó |
| 2019  | No se clasificó  | No se clasificó | No se clasificó | No se clasificó | No se clasificó | No se clasificó | No se clasificó | No se clasificó |
| 2023  | No se clasificó  | No se clasificó | No se clasificó | No se clasificó | No se clasificó | No se clasificó | No se clasificó | No se clasificó |
| 2025  | No se clasificó  | No se clasificó | No se clasificó | No se clasificó | No se clasificó | No se clasificó | No se clasificó | No se clasificó |
| Total | 3/23             | –               | 11              | 3               | 3               | 5               | 12              | 15              |

### Eurocopa Sub-19
| 2002  | No clasificó | No clasificó | No clasificó | No clasificó | No clasificó | No clasificó | No clasificó | No clasificó | No clasificó |
| 2003  | No clasificó | No clasificó | No clasificó | No clasificó | No clasificó | No clasificó | No clasificó | No clasificó | No clasificó |
| 2004  | No clasificó | No clasificó | No clasificó | No clasificó | No clasificó | No clasificó | No clasificó | No clasificó | No clasificó |
| 2005  | No clasificó | No clasificó | No clasificó | No clasificó | No clasificó | No clasificó | No clasificó | No clasificó | No clasificó |
| 2006  | Subcampeón   | 5            | 2            | 1            | 2            | 7            | 10           |              |              |
| 2007  | No clasificó | No clasificó | No clasificó | No clasificó | No clasificó | No clasificó | No clasificó | No clasificó | No clasificó |
| 2008  | No clasificó | No clasificó | No clasificó | No clasificó | No clasificó | No clasificó | No clasificó | No clasificó | No clasificó |
| 2009  | No clasificó | No clasificó | No clasificó | No clasificó | No clasificó | No clasificó | No clasificó | No clasificó | No clasificó |
| 2010  | No clasificó | No clasificó | No clasificó | No clasificó | No clasificó | No clasificó | No clasificó | No clasificó | No clasificó |
| 2011  | No clasificó | No clasificó | No clasificó | No clasificó | No clasificó | No clasificó | No clasificó | No clasificó | No clasificó |
| 2012  | No clasificó | No clasificó | No clasificó | No clasificó | No clasificó | No clasificó | No clasificó | No clasificó | No clasificó |
| 2013  | No clasificó | No clasificó | No clasificó | No clasificó | No clasificó | No clasificó | No clasificó | No clasificó | No clasificó |
| 2014  | No clasificó | No clasificó | No clasificó | No clasificó | No clasificó | No clasificó | No clasificó | No clasificó | No clasificó |
| 2015  | No clasificó | No clasificó | No clasificó | No clasificó | No clasificó | No clasificó | No clasificó | No clasificó | No clasificó |
| 2016  | No clasificó | No clasificó | No clasificó | No clasificó | No clasificó | No clasificó | No clasificó | No clasificó | No clasificó |
| 2017  | No clasificó | No clasificó | No clasificó | No clasificó | No clasificó | No clasificó | No clasificó | No clasificó | No clasificó |
| 2018  | No clasificó | No clasificó | No clasificó | No clasificó | No clasificó | No clasificó | No clasificó | No clasificó | No clasificó |
| 2019  | No clasificó | No clasificó | No clasificó | No clasificó | No clasificó | No clasificó | No clasificó | No clasificó | No clasificó |
| 2020  | Cancelado    | Cancelado    | Cancelado    | Cancelado    | Cancelado    | Cancelado    | Cancelado    | Cancelado    |              |
| 2021  | Cancelado    | Cancelado    | Cancelado    | Cancelado    | Cancelado    | Cancelado    | Cancelado    | Cancelado    |              |
| 2022  | No clasificó | No clasificó | No clasificó | No clasificó | No clasificó | No clasificó | No clasificó | No clasificó | No clasificó |
| 2023  | No clasificó | No clasificó | No clasificó | No clasificó | No clasificó | No clasificó | No clasificó | No clasificó | No clasificó |
| 2024  | No clasificó | No clasificó | No clasificó | No clasificó | No clasificó | No clasificó | No clasificó | No clasificó | No clasificó |
| 2025  | Por definir  | Por definir  | Por definir  | Por definir  | Por definir  | Por definir  | Por definir  | Por definir  | Por definir  |
| Total | 1/20         | 5            | 2            | 1            | 2            | 7            | 10           |              |              |